# Vattelapesca
Pietro Lucciana, més conegut com a 'Vattelapesca' (Bastia, 1832 - 1909) fou un mestre i escriptor cors. Treballà com a professor d'italià i alemany en un liceu de Bastia. Va fundar el primer grup literari cors, l'Acadèmia Cirnea, per tal de defensar el cors d'elements estrangers, així com la revista literària en cors Cirno (1905-1908). va compondre més de 40 comèdies i sainets en cors.

## Obres
- In campagna (1888)
- In cità (1888)
- U matrimoniu di Fiffina (1888)
- U trionfu di Vuffalevalle (1889)
- Dece anni dopu (1889)
- Cunversione (1890)
- E tribulazione di u sgiò Filippu (1892)
- Un maritu per l'altru (1892)
- A Civittola (1892)
- Un scemu (1893)
- Vai à fatti leghje (1901)